# Marktsegment
Marktsegment (englisch market segment) ist in der Mikroökonomie der Teilbereich eines relevanten Marktes, auf dem eine bestimmte Produktgruppe oder Dienstleistungsart angeboten wird und auf bestimmte Kundengruppen und Kundentypen mit homogenen Bedürfnissen als Nachfrager trifft.

## Allgemeines
Ein Marktsegment ist das Ergebnis einer Marktsegmentierung, die einen Gesamtmarkt in strategische Geschäftsfelder unterteilt. Dazu bedarf es zunächst der Erhebung der Marktdaten und der Marktentwicklung, um die Attraktivität eines bestimmten Marktsegmentes zu ermitteln. Der Begriff Marktsegment wird in der Fachliteratur nicht einheitlich verwendet. Einige Autoren verstehen hierunter lediglich die Nachfrageseite eines Markts, während sie mit dem Begriff „Teilmarkt“ den produkt- und/oder angebotsorientierten Teilbereich umschreiben. Da ein Markt aus Angebot und Nachfrage besteht und Entscheidungen im Hinblick auf ein Produkt und dessen Käufer nicht unabhängig voneinander getroffen werden, betrifft die Segmentierung den gesamten Teilmarkt. So gibt es beispielsweise auf dem Automobilmarkt unter anderem das Marktsegment der Sportwagen, die nur von einer bestimmten Zielgruppe nachgefragt werden. Produkt- und Kundengruppe können mithin nicht voneinander getrennt werden.

## Arten
Marktsegmente werden nach bestimmten Marktmerkmalen gebildet, die durch eine vorangegangene Marktanalyse identifiziert werden müssen. Für eine Segmentierung kommen folgende Kriterien in Frage:
- geografische Kriterien: Staat, Region, Klima, Sprache;
- demografische Kriterien: Alter, männliches oder weibliches Geschlecht, Einkommen, Nationalität, Ausbildung, Beruf oder Religion;
- sozialpsychologische Kriterien: Lebensstil, Temperament, soziale Schicht, Wertvorstellungen oder
- verhaltensbezogene Kriterien: Freizeitverhalten, Ess- und Trinkgewohnheiten, Kaufverhalten, Preisbewusstsein oder Markentreue.

Bei der Nischenstrategie fokussiert sich ein Unternehmen auf ein bestimmtes Marktsegment, das von Konkurrenten gar nicht oder nur unwesentlich bearbeitet wird.

## Zweck
Marktsegmente dienen dazu, dass sich ein Unternehmen auf einen bestimmten Teilmarkt konzentrieren und seine Produkte, Marketingstrategien und Werbung auf diesen Teilmarkt fokussieren kann. Die Unternehmen befassen sich im Marktsegment mit dem Kunden und dem Kundennutzen, werten die Segmentierungskriterien aus und richten ihre Produktion danach aus. Damit dient das Marktsegment der Erzielung von Wettbewerbsvorteilen, der Positionierung und ist auf Kundenbindung ausgerichtet. Letztlich kann aus der richtigen Marktbearbeitung eines Marktsegments auch das Sachziel der Gewinnmaximierung erreicht oder gestärkt werden. Im Jahresabschluss müssen bestimmte Rechtsformen im Rahmen der Segmentberichterstattung die bedienten Marktsegmente genauer darstellen.

## Börse
In der Börsensprache bedeutet Markt- oder Börsensegment einen Teilbereich, in welchem die gehandelten Wertpapiere bestimmte Zulassungs- und Transparenzvoraussetzungen und Folgepflichten zu erfüllen haben. Allgemein ist in allen EU-Mitgliedstaaten zwischen dem „regulierten Markt“ (englisch regulated market) und dem „börsenregulierten Markt“ (englisch regulated unofficial market) zu unterscheiden. Während der „regulierte Markt“ von der Europäischen Union überwacht wird, erfolgt die Regulierung des „börsenregulierten Markts“ durch die jeweilige Börse. Die bisherigen deutschen Börsensegmente „amtlicher Markt“ und „geregelter Markt“ wurden im November 2007 in den „regulierten Markt“ überführt. Er stellt an der Frankfurter Wertpapierbörse mit den Segmenten „General Standard“ und „Prime Standard“ aufbauende Handelssegmente mit höheren Transparenzstandards dar. Das Segment „börsenregulierter Markt“ ist an der Frankfurter Börse der Freiverkehr (englisch open market). Nach § 42 BörsG kann die Börsenordnung für Teilbereiche des regulierten Marktes ergänzend zu den vom Unternehmen einzureichenden Unterlagen zusätzliche Voraussetzungen für die Zulassung von Aktien oder Aktien vertretenden Zertifikate und weitere Unterrichtungspflichten des Emittenten auf Grund der Zulassung von Aktien oder Aktien vertretenden Zertifikate zum Schutz des Publikums oder für einen ordnungsgemäßen Börsenhandel vorsehen. Ein weiteres Börsensegment sind der Primär- und Sekundärmarkt.